# قرار مجلس الأمن التابع للأمم المتحدة رقم 1731
قرار مجلس الأمن التابع للأمم المتحدة رقم 1731، الذي اتخذ بالإجماع في 20 ديسمبر 2006، بعد أن ذكر بجميع القرارات السابقة بشأن الأوضاع في ليبيريا وغرب أفريقيا، ومدد المجلس الحظر المفروض على الأسلحة والسفر على البلد لمدة عام واحد وحظر بيع الماس لمدة ستة أشهر.

## القرار

### أعمال
وبموجب الفصل السابع من ميثاق الأمم المتحدة، مدد المجلس حظر الأسلحة والقيود المفروضة على السفر لمدة اثني عشر شهرا، والقيود المفروضة على بيع الماس والأخشاب لمدة ستة أشهر. وستتم مراجعة الإجراءات بناء على طلب الحكومة الليبيرية. تم تشجيع الحكومة على قبول عرض بعثة الأمم المتحدة في ليبيريا بتسيير دوريات الغابات المشتركة.
تم تمديد تفويض لجنة الخبراء المعينة في القرار 1689 (2006) للإشراف على تنفيذ العقوبات ضد الدولة حتى 20 يونيو 2007. كان مطلوبًا تقديم تقرير إلى المجلس بحلول 6 يونيو 2007. طُلب من جميع الدول التعاون مع اللجنة. وفي غضون ذلك، صدرت تعليمات لعملية كيمبرلي لتقييم التقدم الذي أحرزته ليبريا فيما يتعلق بالانضمام إلى الخطة.

## روابط خارجية
- نص القرار في undocs.org